# Liste der Monuments historiques in Bouxurulles
Die Liste der Monuments historiques in Bouxurulles führt die Monuments historiques in der französischen Gemeinde Bouxurulles auf.

## Liste der Objekte
| Bezeichnung                 | Beschreibung                | Standort                     | Kennzeichnung | Schutzstatus | Datum | Bild |
| --------------------------- | --------------------------- | ---------------------------- | ------------- | ------------ | ----- | ---- |
| Gemälde Christi Himmelfahrt | Ölfarbe auf Leinwand        | in der Kirche St-Maur (Lage) | PM88001975    | Inscrit      | 1988  |      |
| Gemälde Mariä Himmelfahrt   | Ölfarbe auf Leinwand        | in der Kirche St-Maur (Lage) | PM88001974    | Inscrit      | 1988  |      |
| Orgel                       | Haupteintrag für PM88001973 | in der Kirche St-Maur (Lage) | PM88001972    | Inscrit      | 1988  |      |
| Orgelprospekt               | aus dem 18. Jahrhundert     | in der Kirche St-Maur (Lage) | PM88001973    | Inscrit      | 1988  |      |